# Tayloria jacquemontii
Tayloria jacquemontii är en bladmossart som beskrevs av Mitten 1859. Tayloria jacquemontii ingår i släktet trumpetmossor, och familjen Splachnaceae. Inga underarter finns listade i Catalogue of Life.